# Anastasia Andreyevna Myskina
Anastasia Andreyevna Myskina (tiếng Nga: Анастасия Андреевна Мыскина; /ʌnəstʌˈsʲijə ˈmɨskʲɪnə/), sinh ngày 8 tháng 7 năm 1981 tại Moskva, là một vận động viên quần vợt chuyên nghiệp đã giải nghệ của Nga.

## Chung kết Grand Slam đơn nữ

### Vô địch (1)
| Năm  | Giải         | Đối thủ ở trận chung kết        | Tỉ số    |
| 2004 | Pháp mở rộng | Elena Vyacheslavovna Dementieva | 6–1, 6–2 |

## Các trận chung kết đơn nữ (19)

### Vô địch (10)
| Ghi chú               |
| Grand Slam (1)        |
| WTA Championships (0) |
| Tier I (2)            |
| Tier II (3)           |
| Tier III (2)          |
| Tier IV (2)           |

| Stt. | Ngày                 | Giải                | Mặt sân   | Đối thủ ở trận chung kết | Tỉ số            |
| 1.   | 18 tháng 6, 1999     | Palermo             | Đất nện   | Angeles Montolio         | 3–6, 7–6(3), 6–2 |
| 2.   | 14 tháng 9, 2002     | Bahia               | Cứng      | Eleni Daniilidou         | 6–3, 0–6, 6–2    |
| 3.   | 16 tháng 2, 2003     | Doha                | Cứng      | Elena Likhovtseva        | 6–3, 6–1         |
| 4.   | 6 tháng 4 năm 2003   | Sarasota, Florida   | Đất nện   | Alicia Molik             | 6–4, 6–1         |
| 5.   | 28 tháng 9, 2003     | Leipzig             | Trải thảm | Justine Henin            | 3–6, 6–3, 6–3    |
| 6.   | 5 tháng 10 năm 2003  | Moskva              | Trải thảm | Amélie Mauresmo          | 6–2, 6–4         |
| 7.   | 6 tháng 3 năm 2004   | Doha (2)            | Cứng      | Svetlana Kuznetsova      | 4–6, 6–4, 6–4    |
| 8.   | 3 tháng 6 năm 2004   | Pháp Mở rộng, Paris | Đất nện   | Elena Dementieva         | 6–1, 6–2         |
| 9.   | 17 tháng 10 năm 2004 | Moskva (2)          | Trải thảm | Elena Dementieva         | 7–5, 6–0         |
| 10.  | 25 tháng 9 năm 2005  | Kolkata             | Trải thảm | Karolina Sprem           | 6–2, 6–2         |

### Á quân (9)
| Ghi chú               |
| Grand Slam (0)        |
| WTA Championships (0) |
| Tier I (1)            |
| Tier II (4)           |
| Tier III (2)          |
| Tier IV & V (2)       |

| Stt. | Ngày                | Giải                       | Mặt sân   | Đối thủ ở trận chung kết | Tỉ số            |
| 1.   | 16 tháng 6 năm 2002 | Birmingham                 | Cỏ        | Jelena Dokic             | 6–2, 6–3         |
| 2.   | 22 tháng 6 năm 2002 | Eastbourne                 | Cỏ        | Chanda Rubin             | 6–1, 6–3         |
| 3.   | 29 tháng 9 năm 2002 | Leipzig                    | Trải thảm | Serena Williams          | 6–3, 6–2         |
| 4.   | 2 tháng 11 năm 2003 | Philadelphia, Pennsylvania | Cứng      | Amélie Mauresmo          | 5–7, 6–0, 6–2    |
| 5.   | 1 tháng 8 năm 2004  | San Diego, California      | Cứng      | Lindsay Davenport        | 6–1, 6–1         |
| 6.   | 14 tháng 8 năm 2005 | Stockholm                  | Cứng      | Katarina Srebotnik       | 7–5, 6–2         |
| 7.   | 27 tháng 5 năm 2006 | Istanbul                   | Đất nện   | Shahar Peer              | 1–6, 6–3, 7–6(3) |
| 8.   | 24 tháng 6 năm 2006 | Eastbourne (2)             | Cỏ        | Justine Henin            | 4–6, 6–1, 7–6(5) |
| 9.   | 13 tháng 8 năm 2006 | Stockholm (2)              | Cứng      | Zheng Jie                | 6–4, 6–1         |

## Các trận chung kết đôi nữ (6)

### Vô địch (5)
| Ghi chú               |
| Grand Slam (0)        |
| WTA Championships (0) |
| Tier I (1)            |
| Tier II (2)           |
| Tier III (2)          |
| Tier IV & V (0)       |

| Stt. | Ngày | Giải        | Mặt sân   | Đồng đội           | Đối thủ ở trận chung kết                    | Kết quả       |
| 1.   | 2004 | Bali        | Cứng      | Ai Sugiyama        | Svetlana Kuznetsova Arantxa Sanchez-Vicario | 6-3, 7-5      |
| 2.   | 2004 | Moskva      | Trải thảm | Vera Zvonareva     | Virginia Ruano Pascual Paola Suarez         | 6-3, 4-6, 6-2 |
| 3.   | 2005 | Kolkata     | Trải thảm | Elena Likhovtseva  | Neha Uberoi Shikha Uberoi                   | 6-1, 6-0      |
| 4.   | 2005 | Filderstadt | Cứng      | Daniela Hantuchova | Kveta Peschke Francesca Schiavone           | 6-0, 3-6, 7-5 |
| 5.   | 2006 | Warsaw      | Đất nện   | Elena Likhovtseva  | Anabel Medina Garrigues Katarina Srebotnik  | 6-3, 6-4      |

### Á quân (1)
| Stt. | Ngày                | Giải   | Mặt sân   | Đồng đội       | Đối thủ ở trận chung kết          | Kết quả  |
| 1.   | 5 tháng 10 năm 2003 | Moskva | Trải thảm | Vera Zvonareva | Nadia Petrova Meghann Shaughnessy | 6-3, 6-4 |